# NGC 5349
NGC 5349 este o galaxie spirală situată în constelația Câinii de Vânătoare. A fost descoperită în 24 martie 1857 de către William Parsons, 3rd Earl of Rosse⁠(d). Se află la o distanță de 85,04 de megaparseci de Pământ.